# ريتشيل هاوس
ريتشيل هاوس (بالإنجليزية: Rachel House)‏ هي ممثلة نيوزلندية، ولدت في 20 أكتوبر 1971 بأوكلاند في نيوزيلندا. بدأت مشوارها المهني سنة 2002.

## أعمال

### أفلام
- (2002) المتسابق الحوت[7]
- (2016) مطاردة المتوحشين
- (2016) موانا
- (2017) راجناروك

## وصلات خارجية
- ريتشيل هاوس على موقع IMDb (الإنجليزية)
- ريتشيل هاوس على موقع روتن توميتوز (الإنجليزية)
- ريتشيل هاوس على موقع ألو سيني (الفرنسية)
- ريتشيل هاوس على موقع أول موفي (الإنجليزية)
- ريتشيل هاوس على موقع قاعدة بيانات الأفلام السويدية (السويدية)
- ريتشيل هاوس على موقع قاعدة بيانات الفيلم (الإنجليزية)